# Équipe de France féminine de handball au Championnat du monde 2011
Cet article relate le parcours de l'équipe de France féminine de handball au Championnat du monde 2011 organisée au Brésil du 2 au 18 décembre 2011.
La France s'est qualifiée pour ces championnats du monde lors des qualifications de la Zone Europe en battant la Slovénie en deux matches aller (28-19) et retour (28-20) pour un total de 56 à 39. Ces qualifications de la Zone Europe sont ce qu'on appelle un barrage. Le tirage au sort pour ce barrage a lieu le 19 décembre 2010, juste avant la rencontre pour la petite finale du championnat d'Europe 2010. La France aurait pu se qualifier pour ces championnats du monde de deux autres façons : en finissant première au précédent championnat du monde, ou en finissant dans les trois premières lors du championnat d'Europe 2010. Ce ne fut pas le cas car elles finissent deuxièmes lors des mondiaux et cinquièmes lors de l'Euro.
La France a comme adversaires dans le groupe C le Brésil (pays hôte), la Roumanie (troisième à l'Euro 2010), le Japon, la Tunisie (vice-championne d'Afrique) et Cuba. Elle finit deuxième de son groupe, à la suite d'une défaite face à la puissante équipe du Brésil (et qui joue devant son public).
Elle affronte la Suède en huitièmes de finale, match s'annonçant très difficile de par le fait que la Suède est vice-championne d'Europe en titre. Les Françaises finissent vainqueures de ce match, où pendant 50 minutes, elles étaient menées par leurs adversaires. Pour les quarts de finale, la France a comme concurrente la redoutable équipe de Russie, championne du monde en titre (après une finale, justement contre ces mêmes Françaises). La Russie, malgré son statut d'hyper-favorite pour cette compétition et pour ce match, finira par céder face aux Françaises sur un score serré de 25 à 23. Pour une place en finale de ces championnats, la France affronte le Danemark. Elle est vainqueure de ce match sur un score de 28 à 23. Quant à la finale, la rencontre est remportée par les Norvégiennes sur un score de 32 à 24.
Les Françaises sont donc classées deuxièmes à l'issue du championnat. Elles ne sont pas directement qualifiées pour les prochains championnats du monde, ni pour les Jeux olympiques d'été de 2012 à Londres. Cependant, elle organisera un des trois tournois pré-olympiques en compagnie de la Roumanie, du Japon et de l'Angola ou de l'Islande pour s'y qualifier.
Allison Pineau est nommée meilleure demi-centre dans l'équipe type du championnat.

## Avant le mondial
La deuxième place au championnat du monde 2009 et celle de cinquième au championnat d'Europe 2010 ne permettent pas à l'équipe de France de se qualifier directement pour ces championnats du monde. L'équipe de France est obligée de participer aux barrages qualificatifs de la zone Europe. Le tirage au sort des huit rencontres des barrages est effectué par Fédération européenne le 19 décembre 2010 avant le match pour la troisième place et la finale de l'Euro 2010. L'équipe de France affronte la Slovénie pour le match aller en France le week-end des 4 et 5 juin 2011 et le retour le week-end suivant en Slovénie.

### Tournoi préparatif au barrage
Pour préparer le match de barrage contre la Slovénie, l'équipe de France dispute le tournoi des 4 nations 2011 à la Hermann Neuberger Halle de Völklingen en Allemagne du 21 au 24 avril en compagnie de la Norvège, de l'Allemagne et de l'Espagne. La France commence le tournoi par une victoire sur la Norvège 22 à 18. Le 23 avril elle poursuit avec un match nul contre l'Allemagne 25 à 25 (mi-temps 13-12 pour l'Allemagne). Elle termine, le dimanche 24, par une victoire sur l'Espagne 25 à 22 (mi-temps 11-11) et remporte ainsi le tournoi des 4 nations à égalité de points avec l'Allemagne mais un goal average de +7 contre +5.

### Barrage qualificatif
L'équipe de France remporte ses deux matches, le premier le 5 juin 2011 à Pau sur le score de 28 à 19 et le second le 12 juin 2011 à Ljubljana sur le score de 28 à 20 se qualifiant ainsi pour le mondial brésilien (score total 56 à 39).
| 5 juin 2011 18h00 | France           | 28 - 19          | Slovénie        | Palais des Sports, Pau, France Affluence : 4 250 Arbitrage : Andreu Marin Lorente, Ignacio Garcia Serradilla |
| 5 juin 2011 18h00 | Siraba Dembélé 6 | (11- 9)          | Tamara Mavsar 5 | Palais des Sports, Pau, France Affluence : 4 250 Arbitrage : Andreu Marin Lorente, Ignacio Garcia Serradilla |
| 5 juin 2011 18h00 | ×3               | Feuille de match | ×3 ×6           | Palais des Sports, Pau, France Affluence : 4 250 Arbitrage : Andreu Marin Lorente, Ignacio Garcia Serradilla |

Composition équipe de France : Armelle Attingré, Cléopâtre Darleux, Amandine Leynaud, Camille Ayglon (2 buts), Paule Baudouin (2 buts), Siraba Dembélé (6 buts), Audrey Deroin (1 but), Amélie Goudjo, Nina Kanto (3 buts), Alexandra Lacrabère (2 buts), Claudine Mendy (3 buts), Katty Piejos (2 buts), Allison Pineau (4 buts), Mariama Signaté (3 buts), Angélique Spincer et Raphaëlle Tervel.
| 12 juin 2011 14h00 | Slovénie    | 20 - 28          | France            | Arena Stožice, Ljubljana, Slovénie Affluence : 3 000 Arbitrage : Jiri Opava, Pavel Valek |
| 12 juin 2011 14h00 | Ana Gros 10 | (10-16)          | Mariama Signaté 5 | Arena Stožice, Ljubljana, Slovénie Affluence : 3 000 Arbitrage : Jiri Opava, Pavel Valek |
| 12 juin 2011 14h00 | ×3 ×4       | Feuille de match | ×2 ×3             | Arena Stožice, Ljubljana, Slovénie Affluence : 3 000 Arbitrage : Jiri Opava, Pavel Valek |

Composition équipe de France : Armelle Attingré, Cléopâtre Darleux, Amandine Leynaud, Camille Ayglon (1 but), Paule Baudouin (2 buts), Siraba Dembélé (4 buts), Audrey Deroin (3 buts), Amélie Goudjo (3 buts), Nina Kanto (1 but), Alexandra Lacrabère (2 buts), Claudine Mendy (2 buts), Katty Piejos (2 buts), Allison Pineau (2 buts), Mariama Signaté (5 buts), Angélique Spincer (1 but) et Raphaëlle Tervel.

### Double rencontre amicale avec la Norvège
Fin juillet l'équipe de France continue sa préparation en disputant deux nouvelles rencontres contre la Norvège. D'abord le 29 juillet 2011 au Palais des sports Jauréguiberry de Toulon avec une victoire 29 à 18 (mi-temps 12-7). Deux jours plus tard, le 31, dans la salle Le Parnasse de Nîmes avec une nouvelle et large victoire 29 à 19 (mi-temps 15-9).

### Coupe des nations 2011
Du 20 au 25 septembre, l'équipe participe à la Coupe des nations 2011 à la NRGi Arena d'Aarhus au Danemark qui réunit huit nations majeures du handball européen. Pour ce tournoi, la France est privée de deux joueuses importantes, Sophie Herbrecht (convalescente) et Katty Piejos (rupture des ligaments croisés).
L'équipe de France joue dans la poule 1 et commence le tournoi le 29 septembre 2011 par une victoire sur la Roumanie 30 à 25 (mi-temps 12-9) devant 200 spectateurs. Les buteuses sont : Lacrabère (6), Dembélé (4), Signaté (4), Baudouin (4), Pineau (4), Dancette (2), Kamto (2), Deroin (2), Mendy (2). Le lendemain, lors de la seconde journée des matches de poule, elles écrasent la Norvège (signant ainsi une quatrième victoire d'affilée sur cet adversaire, championne olympique et quadruple championne d'Europe en titre) 34 à 27 (mi-temps 24-10). Pour la dernière journée, elles sont battues par l'Allemagne 26 à 20 (mi-temps 18-9) mais qualifiées pour les demi-finales. L'Allemagne (qui avait déjà obtenu un nul en avril met fin à quatorze matches sans défaite de la France).
En demi-finale, la France est battue de peu par la Russie 27 à 26 (mi-temps 13-11). La France termine ce tournoi avec une victoire sur l'Espagne 16 à 15 s'assurant ainsi la troisième place sur le podium derrière la Russie (vainqueur de la finale 25-23) et la Norvège.

### Premiers matches de qualification à l'Euro 2012
Pour les deux premiers matches de qualification au championnat d'Europe 2012, Olivier Krumbholz, l'entraîneur de l'équipe de France féminine,  communique mercredi la liste des dix-huit joueuses retenues:
- Gardiennes de but : Julie Foggea (Fleury), Amandine Leynaud (Metz), Cléopâtre Darleux (Arvor 29).
- Arrières gauches : Claudine Mendy (Metz), Audrey Bruneau (Issy), Marion Limal (Metz), Mariama Signaté (Issy).
- Arrières droites : Camille Ayglon (Nîmes), Marie-Paule Gnabouyou (Toulon-Saint-Cyr), Alexandra Lacrabère (Arvor 29).
- Demi-centres : Allison Pineau (Metz), Angélique Spincer (Issy).
- Pivots : Amélie Goudjo (Issy), Nina Kanto (Metz).
- Ailières gauches : Paule Baudouin (Le Havre), Siraba Dembélé (Toulon-Saint-Cyr).
- Ailières droites : Blandine Dancette (Nîmes), Maakan Tounkara (Le Havre).

La France commence les éliminatoires du Championnat d'Europe 2012 le 19 octobre 2011 à Metz par une victoire 34 à 25 (mi-temps 19-16) face à la Turquie. Après trois jours de stage à Metz, l'équipe va décrocher, le 23 octobre 2011, une seconde victoire en Lituanie 40 à 25 (mi-temps 21-13). Avec ses deux succès la France occupe la première place de son groupe avec 4 pts, devant la Macédoine et la Turquie 2 pts et la Lituanie 0 pt.

### Annonce de la sélection
Le 25 novembre 2011, après l'ultime semaine de préparation à Chartres et avant le tournoi Razel de Paris, Krumbholz et son staff ont pris leur décision de garder 18 des 21 joueuses (mais seulement 16 iront au Brésil) :
- Gardiennes : Amandine Leynaud (Metz), Cléopâtre Darleux (Arvor Pays de Brest), Armelle Attingré (Issy)
- Joueuses de champ : Amélie Goudjo (Issy-Paris), Blandine Dancette (Nîmes), Nina Kanto (Metz), Camille Ayglon (Nîmes), Allison Pineau (Metz), Angélique Spincer (Issy-Paris), Claudine Mendy (Metz), Paule Baudouin (Le Havre), Marie-Paule Gnabouyou (Le Havre), Audrey Bruneau (Issy-Paris), Siraba Dembélé (Toulon), Audrey Deroin (Toulon), Raphaëlle Tervel (Itxaco/ESP), Mariama Signaté (Issy-Paris), Alexandra Lacrabère (Arvor Pays de Brest).

Les trois joueuses évincées sont : Sophie Herbrecht, Maakan Tounkara et Marion Limal.
Finalement après le tournoi Razel, Olivier Krumbholz décide d'emmener 19 filles au mondial et il réintègre Marion Limal au groupe.

### Tournoi de préparation
À deux semaines des mondiaux, l'équipe de France participe au tournoi Razel à Paris les 26 et 27 novembre. Ce tournoi rassemble, outre la France, trois autres équipes qualifiées pour le mondial : la Russie, la Tunisie et le Monténégro
Après une victoire facile sur la Tunisie 34 à 22, l'équipe de France, bat en finale le dimanche, l'équipe de Russie, championne du monde en titre sur le score de 30 à 26 (mi-temps 16-17).

### Bilan
L'équipe de France présente avant ce mondial un bon bilan avec :
- 13 victoires : quatre en matches officiels contre la Slovénie (deux fois), la Turquie et la Lituanie et neuf en matches amicaux contre la Norvège (quatre fois), l'Espagne (deux fois), la Russie, la Roumanie et la Tunisie.
- 1 nul : en amical contre l'Allemagne
- 2 défaites : en amical contre l'Allemagne et la Russie

## Effectif lors de ce championnat
C'est une équipe expérimentée qui participe à ce championnat du monde avec treize filles vice-championnes du monde en 2009. La moyenne de sélection est de 80 pour une moyenne d'âge de 24 ans et 8 mois.

## Rencontres générales du championnat
Le tableau suivant synthétise les rencontres de l'équipe de France lors du Championnat du monde 2011 disputé au Brésil.
| Tour                        | Date             | Adversaire | Résultat          |
| --------------------------- | ---------------- | ---------- | ----------------- |
| Tour préliminaire (Poule C) | 3 décembre 2011  | Japon      | 41 - 22 (18 - 13) |
| Tour préliminaire (Poule C) | 5 décembre 2011  | Tunisie    | 25 - 17 (12 - 09) |
| Tour préliminaire (Poule C) | 6 décembre 2011  | Brésil     | 22 - 26 (17 - 10) |
| Tour préliminaire (Poule C) | 8 décembre 2011  | Cuba       | 38 - 18 (17 - 08) |
| Tour préliminaire (Poule C) | 9 décembre 2011  | Roumanie   | 39 - 20 (20 - 12) |
| Huitième de finale          | 12 décembre 2011 | Suède      | 26 - 23 (12 - 15) |
| Quart de finale             | 14 décembre 2011 | Russie     | 25 - 23 (13 - 12) |
| Demi-finale                 | 16 décembre 2011 | Danemark   | 28 - 23 (14 - 12) |
| Finale                      | 18 décembre 2011 | Norvège    | 24 - 32 (13 - 19) |

Légende :
- Victoire
- Défaite

## Tirage au sort du Championnat du monde 2011
Les 24 équipes qualifiées sont réparties en 6 pots.
Le tirage au sort a eu lieu le 2 juillet 2011 au Brésil, il a permis de déterminer les 4 poules de 6 équipes du tour préliminaire :
- Poule C :  Brésil,  Roumanie,  France,  Tunisie,  Cuba,  Japon

## Tour préliminaire
| Poule C à São Paulo |          |     |   |   |   |   |     |     |      |     |
|                     | Équipe   | Pts | J | G | N | P | BP  | BC  | Diff | Dép |
| 1                   | Brésil   | 10  | 5 | 5 | 0 | 0 | 162 | 128 | +34  |     |
| 2                   | France   | 8   | 5 | 4 | 0 | 1 | 165 | 103 | +62  |     |
| 3                   | Roumanie | 5   | 5 | 2 | 1 | 2 | 139 | 155 | -16  |     |
| 4                   | Japon    | 5   | 5 | 2 | 1 | 2 | 138 | 156 | -18  |     |
| 5                   | Tunisie  | 2   | 5 | 1 | 0 | 4 | 141 | 150 | -9   |     |
| 6                   | Cuba     | 0   | 5 | 0 | 0 | 5 | 119 | 172 | -53  |     |

| 2 décembre | Brésil   | 37 | 21 | Cuba     |
| 3 décembre | Roumanie | 30 | 28 | Tunisie  |
| 3 décembre | France   | 41 | 22 | Japon    |
| 5 décembre | Cuba     | 27 | 33 | Roumanie |
| 5 décembre | Tunisie  | 17 | 25 | France   |
| 5 décembre | Japon    | 24 | 32 | Brésil   |
| 6 décembre | Tunisie  | 32 | 29 | Cuba     |
| 6 décembre | Roumanie | 28 | 28 | Japon    |
| 6 décembre | France   | 22 | 26 | Brésil   |
| 8 décembre | Japon    | 32 | 31 | Tunisie  |
| 8 décembre | France   | 38 | 18 | Cuba     |
| 8 décembre | Brésil   | 33 | 28 | Roumanie |
| 9 décembre | Cuba     | 24 | 32 | Japon    |
| 9 décembre | Roumanie | 20 | 39 | France   |
| 9 décembre | Brésil   | 34 | 33 | Tunisie  |

| 3 décembre 2011 17h15 | France           | 41 – 22 | Japon        | Ginásio do Ibirapuera Affluence : 500 Arbitrage : Cohen, Peretz |
| 3 décembre 2011 17h15 | Camille Ayglon 6 | (18–13) | Shio Fujii 6 | Ginásio do Ibirapuera Affluence : 500 Arbitrage : Cohen, Peretz |
| 3 décembre 2011 17h15 | ×2               | Rapport | ×2 ×1        | Ginásio do Ibirapuera Affluence : 500 Arbitrage : Cohen, Peretz |

| 5 décembre 2011 17h15 | Tunisie         | 17 – 25 | France          | Ginásio do Ibirapuera Affluence : 500 Arbitrage : García, Marin |
| 5 décembre 2011 17h15 | Mouna Chebbah 6 | (9–12)  | Audrey Deroin 6 | Ginásio do Ibirapuera Affluence : 500 Arbitrage : García, Marin |
| 5 décembre 2011 17h15 | ×3 ×4           | Rapport | ×3 ×4           | Ginásio do Ibirapuera Affluence : 500 Arbitrage : García, Marin |

| 6 décembre 2011 19h45 | France           | 22 – 26 | Brésil                | Ginásio do Ibirapuera Affluence : 3 500 Arbitrage : Al Suwaidi, Bamatraf |
| 6 décembre 2011 19h45 | Allison Pineau 5 | (17–10) | Ana Paula Rodrigues 6 | Ginásio do Ibirapuera Affluence : 3 500 Arbitrage : Al Suwaidi, Bamatraf |
| 6 décembre 2011 19h45 | ×3 ×1            | Rapport | ×1 ×4                 | Ginásio do Ibirapuera Affluence : 3 500 Arbitrage : Al Suwaidi, Bamatraf |

| 8 décembre 2011 17h15 | France              | 38 – 18 | Cuba            | Ginásio do Ibirapuera Affluence : 1 000 Arbitrage : Hizaki, Ikebuchi |
| 8 décembre 2011 17h15 | Angélique Spincer 6 | (17–8)  | Yemma Ramírez 5 | Ginásio do Ibirapuera Affluence : 1 000 Arbitrage : Hizaki, Ikebuchi |
| 8 décembre 2011 17h15 | ×3                  | Rapport | ×2 ×6           | Ginásio do Ibirapuera Affluence : 1 000 Arbitrage : Hizaki, Ikebuchi |

| 9 décembre 2011 17h15 | Roumanie     | 20 – 39 | France            | Ginásio do Ibirapuera Affluence : 600 Arbitrage : García, Marin |
| 9 décembre 2011 17h15 | Oana Manea 4 | (12–20) | Paule Baudouin 10 | Ginásio do Ibirapuera Affluence : 600 Arbitrage : García, Marin |
| 9 décembre 2011 17h15 | ×3           | Rapport | ×3 ×5             | Ginásio do Ibirapuera Affluence : 600 Arbitrage : García, Marin |

## Tableau final
|  | Huitième de finale                       | Huitième de finale           |          |                              | Quarts de finale             | Quarts de finale             |    |  | Demi-finales                 | Demi-finales                 |  |  | Finale                       | Finale                       |
|  | Huitième de finale                       | Huitième de finale           |          |                              | Quarts de finale             | Quarts de finale             |    |  | Demi-finales                 | Demi-finales                 |  |  | Finale                       | Finale                       |
|  |                                          |                              |          |                              |                              |                              |    |  |                              |                              |  |  |                              |                              |
|  | 11 décembre 2011 à Barueri               | 11 décembre 2011 à Barueri   |          |                              | 14 décembre 2011 à São Paulo | 14 décembre 2011 à São Paulo |    |  | 16 décembre 2011 à São Paulo | 16 décembre 2011 à São Paulo |  |  | 18 décembre 2011 à São Paulo | 18 décembre 2011 à São Paulo |
|  | 11 décembre 2011 à Barueri               | 11 décembre 2011 à Barueri   |          |                              | 14 décembre 2011 à São Paulo | 14 décembre 2011 à São Paulo |    |  | 16 décembre 2011 à São Paulo | 16 décembre 2011 à São Paulo |  |  | 18 décembre 2011 à São Paulo | 18 décembre 2011 à São Paulo |
|  | Russie                                   | 30                           |          |                              | 14 décembre 2011 à São Paulo | 14 décembre 2011 à São Paulo |    |  | 16 décembre 2011 à São Paulo | 16 décembre 2011 à São Paulo |  |  | 18 décembre 2011 à São Paulo | 18 décembre 2011 à São Paulo |
|  | Russie                                   | 30                           |          |                              | 14 décembre 2011 à São Paulo | 14 décembre 2011 à São Paulo |    |  | 16 décembre 2011 à São Paulo | 16 décembre 2011 à São Paulo |  |  | 18 décembre 2011 à São Paulo | 18 décembre 2011 à São Paulo |
|  | Islande                                  | 19                           |          |                              | 14 décembre 2011 à São Paulo | 14 décembre 2011 à São Paulo |    |  | 16 décembre 2011 à São Paulo | 16 décembre 2011 à São Paulo |  |  | 18 décembre 2011 à São Paulo | 18 décembre 2011 à São Paulo |
|  | Islande                                  | 19                           | Russie   | 23                           |                              |                              |    |  | 16 décembre 2011 à São Paulo | 16 décembre 2011 à São Paulo |  |  | 18 décembre 2011 à São Paulo | 18 décembre 2011 à São Paulo |
|  | 12 décembre 2011 à São Paulo             |                              | Russie   | 23                           |                              |                              |    |  | 16 décembre 2011 à São Paulo | 16 décembre 2011 à São Paulo |  |  | 18 décembre 2011 à São Paulo | 18 décembre 2011 à São Paulo |
|  |                                          | France                       | 25       |                              |                              |                              |    |  | 16 décembre 2011 à São Paulo | 16 décembre 2011 à São Paulo |  |  | 18 décembre 2011 à São Paulo | 18 décembre 2011 à São Paulo |
|  | Suède                                    | France                       | 25       | 23                           |                              |                              |    |  | 16 décembre 2011 à São Paulo | 16 décembre 2011 à São Paulo |  |  | 18 décembre 2011 à São Paulo | 18 décembre 2011 à São Paulo |
|  | Suède                                    | 14 décembre 2011 à São Paulo |          | 23                           |                              |                              |    |  | 16 décembre 2011 à São Paulo | 16 décembre 2011 à São Paulo |  |  | 18 décembre 2011 à São Paulo | 18 décembre 2011 à São Paulo |
|  | France                                   | 26                           |          |                              |                              |                              |    |  | 16 décembre 2011 à São Paulo | 16 décembre 2011 à São Paulo |  |  | 18 décembre 2011 à São Paulo | 18 décembre 2011 à São Paulo |
|  | France                                   | 26                           | France   | 28                           |                              |                              |    |  |                              |                              |  |  | 18 décembre 2011 à São Paulo | 18 décembre 2011 à São Paulo |
|  | 11 décembre 2011 à Santos                |                              | France   | 28                           |                              |                              |    |  |                              |                              |  |  | 18 décembre 2011 à São Paulo | 18 décembre 2011 à São Paulo |
|  |                                          | Danemark                     | 23       |                              |                              |                              |    |  |                              |                              |  |  | 18 décembre 2011 à São Paulo | 18 décembre 2011 à São Paulo |
|  | Angola                                   | Danemark                     | 23       | 30                           |                              |                              |    |  |                              |                              |  |  | 18 décembre 2011 à São Paulo | 18 décembre 2011 à São Paulo |
|  | Angola                                   | 16 décembre 2011 à São Paulo |          | 30                           |                              |                              |    |  |                              |                              |  |  | 18 décembre 2011 à São Paulo | 18 décembre 2011 à São Paulo |
|  | Corée du Sud                             | 29                           |          |                              |                              |                              |    |  |                              |                              |  |  | 18 décembre 2011 à São Paulo | 18 décembre 2011 à São Paulo |
|  | Corée du Sud                             | 29                           | Angola   | 23                           |                              |                              |    |  |                              |                              |  |  | 18 décembre 2011 à São Paulo | 18 décembre 2011 à São Paulo |
|  | 12 décembre 2011 à São Bernardo do Campo |                              | Angola   | 23                           |                              |                              |    |  |                              |                              |  |  | 18 décembre 2011 à São Paulo | 18 décembre 2011 à São Paulo |
|  |                                          | Danemark                     | 28       |                              |                              |                              |    |  |                              |                              |  |  | 18 décembre 2011 à São Paulo | 18 décembre 2011 à São Paulo |
|  | Japon                                    | Danemark                     | 28       | 22                           |                              |                              |    |  |                              |                              |  |  | 18 décembre 2011 à São Paulo | 18 décembre 2011 à São Paulo |
|  | Japon                                    | 14 décembre 2011 à São Paulo |          | 22                           |                              |                              |    |  |                              |                              |  |  | 18 décembre 2011 à São Paulo | 18 décembre 2011 à São Paulo |
|  | Danemark                                 | 23                           |          |                              |                              |                              |    |  |                              |                              |  |  | 18 décembre 2011 à São Paulo | 18 décembre 2011 à São Paulo |
|  | Danemark                                 | 23                           | France   | 24                           |                              |                              |    |  |                              |                              |  |  |                              |                              |
|  | 11 décembre 2011 à Santos                |                              | France   | 24                           |                              |                              |    |  |                              |                              |  |  |                              |                              |
|  |                                          | Norvège                      | 32       |                              |                              |                              |    |  |                              |                              |  |  |                              |                              |
|  | Norvège                                  | Norvège                      | 32       | 34                           |                              |                              |    |  |                              |                              |  |  |                              |                              |
|  | Norvège                                  |                              |          | 34                           |                              |                              |    |  |                              |                              |  |  |                              |                              |
|  | Pays-Bas                                 | 22                           |          |                              |                              |                              |    |  |                              |                              |  |  |                              |                              |
|  | Pays-Bas                                 | 22                           | Norvège  | 30                           |                              |                              |    |  |                              |                              |  |  |                              |                              |
|  | 12 décembre 2011 à São Bernardo do Campo |                              | Norvège  | 30                           |                              |                              |    |  |                              |                              |  |  |                              |                              |
|  |                                          | Croatie                      | 25       |                              |                              |                              |    |  |                              |                              |  |  |                              |                              |
|  | Roumanie                                 | Croatie                      | 25       | 27                           |                              |                              |    |  |                              |                              |  |  |                              |                              |
|  | Roumanie                                 | 14 décembre 2011 à São Paulo |          | 27                           |                              |                              |    |  |                              |                              |  |  |                              |                              |
|  | Croatie                                  | 28                           |          |                              |                              |                              |    |  |                              |                              |  |  |                              |                              |
|  | Croatie                                  | 28                           | Norvège  | 30                           |                              |                              |    |  |                              |                              |  |  |                              |                              |
|  | 11 décembre 2011 à Barueri               |                              | Norvège  | 30                           |                              |                              |    |  |                              |                              |  |  |                              |                              |
|  |                                          | Espagne                      | 22       |                              |                              |                              |    |  |                              |                              |  |  |                              |                              |
|  | Espagne                                  | Espagne                      | 22       | 23                           |                              |                              |    |  |                              |                              |  |  |                              |                              |
|  | Espagne                                  |                              |          | 23                           |                              |                              |    |  |                              |                              |  |  |                              |                              |
|  | Monténégro                               | 19                           |          | Match pour la 3e place       | Match pour la 3e place       |                              |    |  |                              |                              |  |  |                              |                              |
|  | Monténégro                               | 19                           | Espagne  | Match pour la 3e place       | Match pour la 3e place       | 27                           |    |  |                              |                              |  |  |                              |                              |
|  | 12 décembre 2011 à São Paulo             | 12 décembre 2011 à São Paulo | Espagne  | 18 décembre 2011 à São Paulo | 18 décembre 2011 à São Paulo | 27                           |    |  |                              |                              |  |  |                              |                              |
|  | 12 décembre 2011 à São Paulo             | 12 décembre 2011 à São Paulo |          | 18 décembre 2011 à São Paulo | 18 décembre 2011 à São Paulo | Brésil                       | 26 |  |                              |                              |  |  |                              |                              |
|  | Côte d'Ivoire                            | 22                           | Danemark | 18                           |                              | Brésil                       | 26 |  |                              |                              |  |  |                              |                              |
|  | Côte d'Ivoire                            | 22                           | Danemark | 18                           |                              |                              |    |  |                              |                              |  |  |                              |                              |
|  | Brésil                                   | 35                           |          | Espagne                      | 24                           |                              |    |  |                              |                              |  |  |                              |                              |
|  | Brésil                                   | 35                           |          | Espagne                      | 24                           |                              |    |  |                              |                              |  |  |                              |                              |

### Huitièmes de finale
| 12 décembre 2011 16h30 (UTC) | Suède                                 | 23 - 26   | France           | Ginásio Estadual Geraldo José de Almeida à São Paulo Affluence : 400 Arbitrage : Matja Gubica / Boris Milosevic |
| 12 décembre 2011 16h30 (UTC) | Linnea Torstenson, Isabelle Gulldén 5 | (15 - 12) | Paule Baudouin 6 | Ginásio Estadual Geraldo José de Almeida à São Paulo Affluence : 400 Arbitrage : Matja Gubica / Boris Milosevic |
| 12 décembre 2011 16h30 (UTC) | ×3 ×2                                 | Rapport   | ×3               | Ginásio Estadual Geraldo José de Almeida à São Paulo Affluence : 400 Arbitrage : Matja Gubica / Boris Milosevic |

### Quart de finale
| 14 décembre 2011 13h45 (UTC) | Russie          | 23 - 25   | France                | Ginásio Estadual Geraldo José de Almeida à São Paulo Affluence : 2 000 Arbitrage : I. Garcia Serradilla / Andreu Marin Lorente |
| 14 décembre 2011 13h45 (UTC) | Emilia Toureï 7 | (12 - 13) | Alexandra Lacrabère 5 | Ginásio Estadual Geraldo José de Almeida à São Paulo Affluence : 2 000 Arbitrage : I. Garcia Serradilla / Andreu Marin Lorente |
| 14 décembre 2011 13h45 (UTC) | ×3 ×5           | Rapport   | ×2 ×4                 | Ginásio Estadual Geraldo José de Almeida à São Paulo Affluence : 2 000 Arbitrage : I. Garcia Serradilla / Andreu Marin Lorente |

### Demi-finale
| 16 décembre 2011 19h15 (UTC) | France                 | 28 - 23   | Danemark         | Ginásio Estadual Geraldo José de Almeida à São Paulo Affluence : 1 500 Arbitrage : Matja Gubica / Boris Milosevic |
| 16 décembre 2011 19h15 (UTC) | Alexandra Lacrabère 10 | (14 - 12) | Line Jorgensen 7 | Ginásio Estadual Geraldo José de Almeida à São Paulo Affluence : 1 500 Arbitrage : Matja Gubica / Boris Milosevic |
| 16 décembre 2011 19h15 (UTC) | ×3                     | Rapport   | ×2 ×5            | Ginásio Estadual Geraldo José de Almeida à São Paulo Affluence : 1 500 Arbitrage : Matja Gubica / Boris Milosevic |

### Finale
| 18 décembre 2011 20h15 (UTC) | France                               | 24 - 32  | Norvège                    | Ginásio Estadual Geraldo José de Almeida à São Paulo Affluence : 4 000 Arbitrage : Matja Gubica Boris Milosecic |
| 18 décembre 2011 20h15 (UTC) | Angélique Spincer 4 Claudine Mendy 4 | (9 - 16) | Kristine Lunde-Borgersen 6 | Ginásio Estadual Geraldo José de Almeida à São Paulo Affluence : 4 000 Arbitrage : Matja Gubica Boris Milosecic |
| 18 décembre 2011 20h15 (UTC) | ×3 ×5                                | Rapport  | ×2 ×3                      | Ginásio Estadual Geraldo José de Almeida à São Paulo Affluence : 4 000 Arbitrage : Matja Gubica Boris Milosecic |

Feuille de match
| France                         |    |                       |      |                           |
|                                |    |                       |      |                           |
| G                              | 12 | Amandine Leynaud      | 4/24 |                           |
| G                              | 16 | Cléopâtre Darleux     | 5/17 |                           |
|                                |    |                       |      |                           |
| P                              | 2  | Amélie Goudjo         |      |                           |
| ALD                            | 3  | Blandine Dancette     |      |                           |
| P                              | 4  | Nina Kanto            | 3/5  | Carton jaune              |
| ARD                            | 5  | Camille Ayglon        | 1/3  | Carton jaune · Suspension |
| DC                             | 6  | Angélique Spincer     | 4/6  |                           |
| ARG                            | 8  | Claudine Mendy        | 4/9  | Suspension                |
| ALG                            | 9  | Paule Baudouin        | 2/5  |                           |
| G                              | 12 | Amandine Leynaud      | 0/1  |                           |
| ARG                            | 14 | Marie-Paule Gnabouyou | 2/4  |                           |
| ARG                            | 15 | Audrey Bruneau        | 2/4  |                           |
| ALG                            | 17 | Siraba Dembele        | 3/7  |                           |
| ALD                            | 18 | Audrey Deroin         | 2/5  | Suspension                |
| DC                             | 20 | Raphaëlle Tervel      | 1/1  | Carton jaune · Suspension |
| ARG                            | 21 | Marion Limal          |      |                           |
| ARD                            | 64 | Alexandra Lacrabère   | 0/4  | Suspension · Suspension   |
|                                |    |                       |      |                           |
|                                | 7  | Allison Pineau        | -    |                           |
|                                | 24 | Mariama Signate       | -    |                           |
|                                |    |                       |      |                           |
| Entraîneur : Olivier Krumbholz |    |                       |      |                           |

| France                                        | Statistiques   | Norvège |
| --------------------------------------------- | -------------- | ------- |
| 24/54                                         | Buts marqués   | 32/48   |
| 44 %                                          | % réussite     | 67 %    |
| 4/6                                           | Jets de 7m     | 4/5     |
| 10 min                                        | Suspensions    | 4 min   |
| 3                                             | Cartons jaunes | 3       |
| 0                                             | Cartons rouges | 0       |
| 9/41                                          | Arrêts         | 19/43   |
| 22 %                                          | % d'arrêts     | 44 %    |
| [PDF] Compte-rendu off. Compte-rendu HandZone |                |         |

| Norvège                        |    |                         |       |                           |
|                                |    |                         |       |                           |
| G                              | 1  | Kari Aalvik Grimsbø     | 2/4   |                           |
| G                              | 16 | Katrine Lunde           | 17/39 |                           |
|                                |    |                         |       |                           |
| ARD                            | 2  | Mari Molid              |       |                           |
| GDC                            | 4  | Stine Oftedal           | 0/1   |                           |
| ARD                            | 5  | Ida Alstad              | 1/1   |                           |
| P                              | 6  | Heidi Løke              | 4/5   |                           |
| ALD                            | 7  | Tonje Nostvold          | 4/7   |                           |
| ARG                            | 8  | Karoline Dyhre Breivang | 2/4   | Carton jaune · Suspension |
| DC                             | 9  | Kristine Lunde          | 6/8   |                           |
| ALG                            | 11 | Kari Mette Johansen     | 2/2   |                           |
| P                              | 13 | Marit Malm Frafjord     | 0/1   | Carton jaune · Suspension |
| ARD                            | 17 | Linn Jørum Sulland      | 5/6   |                           |
| ALD                            | 18 | Linn Kristin Riegelhuth | 2/5   |                           |
| ARG                            | 21 | Gøril Snorroeggen       |       | Carton jaune              |
| ARD                            | 22 | Amanda Kurtovic         | 4/5   |                           |
| ALG                            | 23 | Camilla Herrem          | 2/3   |                           |
|                                |    |                         |       |                           |
| Entraîneur : Þórir Hergeirsson |    |                         |       |                           |

## Classement final et compétitions ultérieures
L'équipe de France termine donc à la 2e de ce championnat du monde.
À ce titre, elle obtient sa qualification pour l'un des 3 tournois mondiaux de qualification pour les Jeux olympiques de 2012, qui se déroulent en mai 2012.

## Statistiques et récompenses
Une seule joueuse de l'équipe de France fait partie de l'équipe-type de la compétition : Allison Pineau au poste de demi-centre.
Concernant les statistiques, aucune joueuse ne figure parmi les 10 meilleures buteuses, mais avec 39,7 % d'arrêts, Cléopâtre Darleux est la 8e meilleure gardienne de but de la compétition.